# The Transit of Venus
The Transit of Venus  è un cortometraggio muto del 1912 diretto da Hay Plumb.
Si conoscono pochi dati del film che, prodotto dalla Hepworth, fu distrutto nel 1924 dallo stesso produttore. Cecil M. Hepworth, in gravi difficoltà finanziarie, giunse a tanto per poter recuperare il nitrato d'argento della pellicola.

## Trama
Quando passa una bellissima donna, tutti gli uomini si girano e la seguono. Scoprono alla fine che la Venere è una nera.

## Produzione
Il film fu prodotto dalla Hepworth.

## Distribuzione
Distribuito dalla Hepworth, il film - un cortometraggio di circa 122 metri - uscì nelle sale cinematografiche britanniche nel giugno 1912.